# OHL 1998/99
Die OHL-Saison 1998/99 war die 19. Spielzeit der Ontario Hockey League (OHL). Die Plymouth Whalers gewannen als punktbestes Team der regulären Saison die Hamilton Spectator Trophy. Die Play-offs begannen am 20. März 1999 und endeten mit dem ersten Gewinn des J. Ross Robertson Cup für die Belleville Bulls am 11. Mai 1999, die sich im Finale gegen die London Knights durchsetzten.
Mit Beginn der Spielzeit kamen mit den Brampton Battalion und den Mississauga IceDogs zwei neue Franchises zur OHL hinzu, die das Teilnehmerfeld auf 20 Mannschaften aufstockten und Veränderungen am Saisonmodus nötig machten.

## Änderungen
Mit der Saison 1998/99 wurden die Brampton Battalion und die Mississauga IceDogs in die Ontario Hockey League aufgenommen, sodass das Teilnehmerfeld nun aus 20 statt 18 Mannschaften bestand. Dies hatte zur Folge, dass die Verteilung der Mannschaften neu organisiert wurde. Bisher spielten die 18 Mannschaften in drei Divisionen (East, Central und West Division), was zur Folge hatte, dass sich 14 Teams für die Play-offs qualifizierten und sich somit die beiden punktbesten Divisionssieger über Freilose direkt für die zweite Runde qualifizierten. Dieses Format wurde nun geändert, indem man eine vierte Division (Midwest Division) einführte und diese gemeinsam mit der West Division einer Western Conference zuordnete. Die beiden verbliebenen (East und Central) gehörten nun der Eastern Conference an.
Von nun an qualifizierten sich die drei besten Teams jeder Division für die Play-offs, ebenso die zwei punktbesten Mannschaften jeder Conference, die nicht unter den sechs direkt qualifizierten waren. Durch insgesamt 16 Mannschaften waren nun keine Freilose mehr nötig; ferner wurde nun im gleichen Modus wie in der NHL gespielt: Beide Conferences spielten nun erst einen Conference-Sieger aus (der die neu geschaffene Wayne Gretzky Trophy bzw. Bobby Orr Trophy erhielt), ehe diese beiden sich dann im Finale um den J. Ross Robertson Cup gegenüberstehen. Zudem wurde mit der Holody Trophy eine Auszeichnung für den jährlichen Sieger der neuen Midwest Division geschaffen, analog zu den bereits bestehenden Trophäen der drei anderen Divisionen.

## Reguläre Saison

### Abschlusstabellen
Abkürzungen: GP = Spiele, W = Siege, L = Niederlagen, T = Unentschieden, OTL = Niederlage nach Overtime, GF = Erzielte Tore, GA = Gegentore, Pts = Punkte

Erläuterungen:       = Play-off-Qualifikation,       = Conference-Sieger,       = Hamilton-Spectator-Trophy-Gewinner

#### Eastern Conference
| East Division       | GP | W  | L  | T | OTL | GF  | GA  | Pts |
| ------------------- | -- | -- | -- | - | --- | --- | --- | --- |
| Ottawa 67’s         | 68 | 48 | 13 | 7 | 0   | 305 | 164 | 103 |
| Belleville Bulls    | 68 | 39 | 21 | 7 | 1   | 334 | 246 | 86  |
| Oshawa Generals     | 68 | 39 | 22 | 5 | 2   | 280 | 217 | 85  |
| Peterborough Petes  | 68 | 40 | 24 | 2 | 2   | 266 | 213 | 84  |
| Kingston Frontenacs | 68 | 22 | 40 | 4 | 2   | 240 | 320 | 50  |

| Central Division             | GP | W  | L  | T | OTL | GF  | GA  | Pts |
| ---------------------------- | -- | -- | -- | - | --- | --- | --- | --- |
| Barrie Colts                 | 68 | 49 | 12 | 6 | 1   | 343 | 192 | 105 |
| Sudbury Wolves               | 68 | 25 | 35 | 8 | 0   | 261 | 288 | 58  |
| North Bay Centennials        | 68 | 22 | 39 | 6 | 1   | 215 | 248 | 51  |
| Toronto St. Michael’s Majors | 68 | 20 | 40 | 6 | 2   | 214 | 316 | 48  |
| Mississauga IceDogs          | 68 | 4  | 56 | 3 | 5   | 145 | 426 | 16  |

#### Western Conference
| Midwest Division   | GP | W  | L  | T | OTL | GF  | GA  | Pts |
| ------------------ | -- | -- | -- | - | --- | --- | --- | --- |
| Guelph Storm       | 68 | 44 | 21 | 2 | 1   | 300 | 218 | 91  |
| Owen Sound Platers | 68 | 39 | 22 | 5 | 2   | 312 | 293 | 85  |
| Erie Otters        | 68 | 31 | 33 | 4 | 0   | 271 | 297 | 66  |
| Kitchener Rangers  | 68 | 23 | 38 | 6 | 1   | 205 | 257 | 53  |
| Brampton Battalion | 68 | 8  | 55 | 3 | 2   | 198 | 362 | 21  |

| West Division               | GP | W  | L  | T | OTL | GF  | GA  | Pts |
| --------------------------- | -- | -- | -- | - | --- | --- | --- | --- |
| Plymouth Whalers            | 68 | 51 | 11 | 4 | 2   | 313 | 162 | 108 |
| Sarnia Sting                | 68 | 37 | 24 | 6 | 1   | 279 | 216 | 81  |
| London Knights              | 68 | 34 | 27 | 4 | 3   | 260 | 217 | 75  |
| Sault Ste. Marie Greyhounds | 68 | 31 | 27 | 8 | 2   | 244 | 242 | 72  |
| Windsor Spitfires           | 68 | 23 | 33 | 6 | 6   | 203 | 294 | 58  |

### Beste Scorer
Abkürzungen: GP = Spiele, G = Tore, A = Assists, Pts = Punkte, PIM = Strafminuten; Fett: Saisonbestwert
| Spieler          | Team                                      | GP | G  | A  | Pts | PIM |
| ---------------- | ----------------------------------------- | -- | -- | -- | --- | --- |
| Peter Sarno      | Sarnia Sting                              | 68 | 37 | 93 | 130 | 49  |
| Norm Milley      | Sudbury Wolves                            | 68 | 52 | 68 | 120 | 47  |
| Sheldon Keefe    | Barrie Colts Toronto St. Michael’s Majors | 66 | 51 | 65 | 116 | 140 |
| Adam Colagiacomo | Plymouth Whalers                          | 67 | 40 | 68 | 108 | 89  |
| Mike Fisher      | Sudbury Wolves                            | 68 | 41 | 65 | 106 | 55  |
| Daniel Tkaczuk   | Barrie Colts                              | 58 | 43 | 62 | 105 | 58  |
| Harold Druken    | Plymouth Whalers                          | 60 | 58 | 45 | 103 | 34  |
| Kevin Colley     | Oshawa Generals                           | 63 | 39 | 62 | 101 | 68  |
| Justin Papineau  | Belleville Bulls                          | 68 | 52 | 47 | 99  | 28  |
| Iwan Nowosselzew | Sarnia Sting                              | 68 | 57 | 39 | 96  | 45  |

### Beste Torhüter
Abkürzungen: GP = Spiele, TOI = Eiszeit (in Minuten), W = Siege, L = Niederlagen, T = Unentschieden, OTL = Overtime/Shootout-Niederlagen, GA = Gegentore, SO = Shutouts, Sv% = gehaltene Schüsse (in %), GAA = Gegentorschnitt
| Spieler          | Team             | GP | TOI  | W  | L | T | OTL | GA | SO | Sv%  | GAA  |
| ---------------- | ---------------- | -- | ---- | -- | - | - | --- | -- | -- | ---- | ---- |
| Robert Holsinger | Plymouth Whalers | 40 | 2252 | 28 | 9 | 0 | 1   | 78 | 5  | 92,4 | 2,08 |
| Levente Szuper   | Ottawa 67’s      | 32 | 1801 | 22 | 6 | 3 | 0   | 70 | 4  | 92,0 | 2,33 |
| Seamus Kotyk     | Ottawa 67’s      | 41 | 2314 | 26 | 7 | 0 | 4   | 92 | 5  | 91,5 | 2,39 |

Es werden nur Torhüter erfasst, die mindestens 1052 Spielminuten absolviert haben.

## Play-offs

### Play-off-Baum
|  | Conference-Viertelfinale | Conference-Viertelfinale    | Conference-Viertelfinale |                 |                    | Conference-Halbfinale | Conference-Halbfinale | Conference-Halbfinale |  |  | Conference-Finale | Conference-Finale | Conference-Finale |  |  | OHL-Meisterschaft | OHL-Meisterschaft | OHL-Meisterschaft |
|  |                          |                             |                          |                 |                    |                       |                       |                       |  |  |                   |                   |                   |  |  |                   |                   |                   |
|  | E1                       | Barrie Colts                | 4                        |                 |                    |                       |                       |                       |  |  |                   |                   |                   |  |  |                   |                   |                   |
|  | E8                       | Kingston Frontenacs         | 1                        |                 |                    |                       |                       |                       |  |  |                   |                   |                   |  |  |                   |                   |                   |
|  | E8                       | Kingston Frontenacs         | 1                        | E1              | Barrie Colts       | 3                     |                       |                       |  |  |                   |                   |                   |  |  |                   |                   |                   |
|  |                          |                             |                          | E1              | Barrie Colts       | 3                     |                       |                       |  |  |                   |                   |                   |  |  |                   |                   |                   |
|  |                          |                             | E4                       | Oshawa Generals | 4                  |                       |                       |                       |  |  |                   |                   |                   |  |  |                   |                   |                   |
|  | E4                       | Oshawa Generals             | E4                       | Oshawa Generals | 4                  | 4                     |                       |                       |  |  |                   |                   |                   |  |  |                   |                   |                   |
|  | E4                       | Oshawa Generals             |                          |                 |                    | 4                     |                       |                       |  |  |                   |                   |                   |  |  |                   |                   |                   |
|  | E5                       | Peterborough Petes          | 1                        |                 |                    |                       |                       |                       |  |  |                   |                   |                   |  |  |                   |                   |                   |
|  | E5                       | Peterborough Petes          | 1                        | E4              | Oshawa Generals    | 1                     |                       |                       |  |  |                   |                   |                   |  |  |                   |                   |                   |
|  |                          |                             |                          | E4              | Oshawa Generals    | 1                     | Eastern Conference    |                       |  |  |                   |                   |                   |  |  |                   |                   |                   |
|  |                          | E3                          | Belleville Bulls         | 4               |                    |                       |                       |                       |  |  |                   |                   |                   |  |  |                   |                   |                   |
|  | E3                       | E3                          | Belleville Bulls         | 4               | Belleville Bulls   | 4                     |                       |                       |  |  |                   |                   |                   |  |  |                   |                   |                   |
|  | E3                       |                             |                          |                 | Belleville Bulls   | 4                     |                       |                       |  |  |                   |                   |                   |  |  |                   |                   |                   |
|  | E6                       | Sudbury Wolves              | 0                        |                 |                    |                       |                       |                       |  |  |                   |                   |                   |  |  |                   |                   |                   |
|  | E6                       | Sudbury Wolves              | 0                        | E3              | Belleville Bulls   | 4                     |                       |                       |  |  |                   |                   |                   |  |  |                   |                   |                   |
|  |                          |                             |                          | E3              | Belleville Bulls   | 4                     |                       |                       |  |  |                   |                   |                   |  |  |                   |                   |                   |
|  |                          |                             | E2                       | Ottawa 67’s     | 1                  |                       |                       |                       |  |  |                   |                   |                   |  |  |                   |                   |                   |
|  | E2                       | Ottawa 67’s                 | E2                       | Ottawa 67’s     | 1                  | 4                     |                       |                       |  |  |                   |                   |                   |  |  |                   |                   |                   |
|  | E2                       | Ottawa 67’s                 |                          |                 |                    |                       |                       |                       |  |  |                   |                   |                   |  |  |                   |                   |                   |
|  | E7                       | North Bay Centennials       | 0                        |                 |                    |                       |                       |                       |  |  |                   |                   |                   |  |  |                   |                   |                   |
|  | E7                       | North Bay Centennials       | 0                        | E3              | Belleville Bulls   | 4                     |                       |                       |  |  |                   |                   |                   |  |  |                   |                   |                   |
|  |                          |                             |                          |                 |                    |                       |                       |                       |  |  |                   |                   |                   |  |  |                   |                   |                   |
|  |                          | W5                          | London Knights           | 3               |                    |                       |                       |                       |  |  |                   |                   |                   |  |  |                   |                   |                   |
|  | W1                       | W5                          | London Knights           | 3               | Plymouth Whalers   | 4                     |                       |                       |  |  |                   |                   |                   |  |  |                   |                   |                   |
|  | W1                       |                             |                          |                 | Plymouth Whalers   | 4                     |                       |                       |  |  |                   |                   |                   |  |  |                   |                   |                   |
|  | W8                       | Windsor Spitfires           | 0                        |                 |                    |                       |                       |                       |  |  |                   |                   |                   |  |  |                   |                   |                   |
|  | W8                       | Windsor Spitfires           | 0                        | W1              | Plymouth Whalers   | 3                     |                       |                       |  |  |                   |                   |                   |  |  |                   |                   |                   |
|  |                          |                             |                          | W1              | Plymouth Whalers   | 3                     |                       |                       |  |  |                   |                   |                   |  |  |                   |                   |                   |
|  |                          |                             | W5                       | London Knights  | 4                  |                       |                       |                       |  |  |                   |                   |                   |  |  |                   |                   |                   |
|  | W4                       | Sarnia Sting                | W5                       | London Knights  | 4                  | 2                     |                       |                       |  |  |                   |                   |                   |  |  |                   |                   |                   |
|  | W4                       | Sarnia Sting                |                          |                 |                    | 2                     |                       |                       |  |  |                   |                   |                   |  |  |                   |                   |                   |
|  | W5                       | London Knights              | 4                        |                 |                    |                       |                       |                       |  |  |                   |                   |                   |  |  |                   |                   |                   |
|  | W5                       | London Knights              | 4                        | W5              | London Knights     | 4                     |                       |                       |  |  |                   |                   |                   |  |  |                   |                   |                   |
|  |                          |                             |                          | W5              | London Knights     | 4                     | Western Conference    |                       |  |  |                   |                   |                   |  |  |                   |                   |                   |
|  |                          | W3                          | Owen Sound Platers       | 3               |                    |                       |                       |                       |  |  |                   |                   |                   |  |  |                   |                   |                   |
|  | W3                       | W3                          | Owen Sound Platers       | 3               | Owen Sound Platers | 4                     |                       |                       |  |  |                   |                   |                   |  |  |                   |                   |                   |
|  | W3                       |                             |                          |                 |                    |                       |                       |                       |  |  |                   |                   |                   |  |  |                   |                   |                   |
|  | W6                       | Sault Ste. Marie Greyhounds | 1                        |                 |                    |                       |                       |                       |  |  |                   |                   |                   |  |  |                   |                   |                   |
|  | W6                       | Sault Ste. Marie Greyhounds | 1                        | W3              | Owen Sound Platers | 4                     |                       |                       |  |  |                   |                   |                   |  |  |                   |                   |                   |
|  |                          |                             |                          | W3              | Owen Sound Platers | 4                     |                       |                       |  |  |                   |                   |                   |  |  |                   |                   |                   |
|  |                          |                             | W2                       | Guelph Storm    | 2                  |                       |                       |                       |  |  |                   |                   |                   |  |  |                   |                   |                   |
|  | W2                       | Guelph Storm                | W2                       | Guelph Storm    | 2                  | 4                     |                       |                       |  |  |                   |                   |                   |  |  |                   |                   |                   |
|  | W2                       | Guelph Storm                |                          |                 |                    |                       |                       |                       |  |  |                   |                   |                   |  |  |                   |                   |                   |
|  | W7                       | Erie Otters                 | 1                        |                 |                    |                       |                       |                       |  |  |                   |                   |                   |  |  |                   |                   |                   |

### J.-Ross-Robertson-Cup-Finale

#### (E3) Belleville Bulls – (W5) London Knights
| 29. April 1999 19:30 Uhr (Ortszeit) | Belleville Bulls Justin Papineau (9:38) Glenn Crawford (17:16) Kevin Baker (29:47) Kelly Paddon (47:13) | 4:5 n. V. (2:1, 1:1, 1:2, 0:1) Spielbericht Stand: 0:1 | London Knights Krys Barch (12:21) Tom Kostopoulos (23:08) Tyler Durham (45:58) Krys Barch (51:49) Adam Saffer (68:17) | Yardmen Arena, Belleville, Ontario |

| 1. Mai 1999 19:30 Uhr | London Knights Jay Legault (40:30) Jason Doyle (48:18) Chris Kelly (51:10) | 3:6 (0:2, 0:2, 3:2) Spielbericht Stand: 1:1 | Belleville Bulls Ryan Ready (4:26) Justin Papineau (9:13) Randy Rowe (20:47) Nathan Robinson (35:54) Glenn Crawford (41:01) Justin Papineau (42:27) | London Ice House, London, Ontario Zuschauer: 5.075 |

| 3. Mai 1999 19:30 Uhr | Belleville Bulls Mike Renzi (17:46) Jonathan Cheechoo (44:56) Jonathan Cheechoo (47:04) Randy Rowe (49:37) Justin Papineau (59:59) | 5:3 (1:0, 0:1, 4:2) Spielbericht Stand: 2:1 | London Knights John Erskine (37:33) Richard Pitirri (57:59) Tom Kostopoulos (59:30) | Yardmen Arena, Belleville, Ontario Zuschauer: 3.179 |

| 5. Mai 1999 19:30 Uhr | London Knights Tom Kostopoulos (15:42) | 1:6 (1:4, 0:2, 0:0) Spielbericht Stand: 1:3 | Belleville Bulls Branko Radivojevič (1:25) Derek Campbell (3:00) Justin Papineau (8:21) Chris Stanley (11:28) Justin Papineau (22:44) Randy Rowe (36:38) | London Ice House, London, Ontario Zuschauer: 5.075 |

| 7. Mai 1999 19:30 Uhr | Belleville Bulls Randy Rowe (3:54) Jonathan Cheechoo (39:34) Jonathan Cheechoo (51:32) Glenn Crawford (56:25) | 4:6 (1:1, 1:1, 2:4) Spielbericht Stand: 3:2 | London Knights Tom Kostopoulos (18:55) Richard Pitirri (27:05) Tom Kostopoulos (46:59) Chris Kelly (49:24) Rico Fata (49:32) | Yardmen Arena, Belleville, Ontario |

| 9. Mai 1999 18:00 Uhr | London Knights Tom Kostopoulos (5:27) Rico Fata (29:58) Jay Legault (38:09) Jay Legault (54:16) Chris Kelly (56:11) | 5:1 (1:0, 2:1, 2:0) Spielbericht Stand: 3:3 | Belleville Bulls Justin Papineau (36:22) | London Ice House, London, Ontario Zuschauer: 4.977 |

| 11. Mai 1999 19:30 Uhr | Belleville Bulls Glenn Crawford (7:47) Branko Radivojevič (10:23) Jonathan Cheechoo (12:28) Justin Papineau (16:02) Jonathan Cheechoo (20:23) Jonathan Cheechoo (32:20) Jonathan Cheechoo (34:45) Ryan Ready (43:49) Jonathan Cheechoo (50:12) | 9:2 (4:1, 3:1, 2:0) Spielbericht Stand: 4:3 | London Knights Chris Kelly (17:40) Mike Mazzuca (33:28) | Yardmen Arena, Belleville, Ontario |

#### J.-Ross-Robertson-Cup-Sieger
| J.-Ross-Robertson-Cup-Sieger Belleville Bulls | Torhüter: Cory Campbell, Chad Mehlenbacher Verteidiger: Rick Bertran, Adam Collins, Michael Jacobsen, Branislav Mezei, Jason Lawmaster, Kelly Paddon, Nick Policelli Angreifer: Kevin Baker, Derek Campbell, Mark Chaplin, Jonathan Cheechoo, Glenn Crawford, Tyler Longo, Kris Newbury, Justin Papineau, Branko Radivojevič, Ryan Ready, Mike Renzi, Nathan Robinson, Randy Rowe, Chris Stanley Cheftrainer und General Manager: Lou Crawford |

### Beste Scorer
Abkürzungen: GP = Spiele, G = Tore, A = Assists, Pts = Punkte, PIM = Strafminuten; Fett: Saisonbestwert
| Spieler            | Team               | GP | G  | A  | Pts | PIM |
| ------------------ | ------------------ | -- | -- | -- | --- | --- |
| Justin Papineau    | Belleville Bulls   | 21 | 21 | 30 | 51  | 20  |
| Ryan Ready         | Belleville Bulls   | 21 | 10 | 28 | 38  | 22  |
| Tom Kostopoulos    | London Knights     | 25 | 19 | 16 | 35  | 32  |
| Richard Pitirri    | London Knights     | 25 | 12 | 22 | 34  | 24  |
| Jonathan Cheechoo  | Belleville Bulls   | 21 | 15 | 15 | 30  | 27  |
| Krys Barch         | London Knights     | 25 | 9  | 17 | 26  | 15  |
| Chris Kelly        | London Knights     | 25 | 9  | 17 | 26  | 22  |
| Jay Legault        | London Knights     | 25 | 8  | 18 | 26  | 40  |
| Mike Dombkiewicz   | Owen Sound Platers | 16 | 3  | 22 | 25  | 22  |
| Kevin Colley       | Oshawa Generals    | 16 | 8  | 16 | 24  | 32  |
| Brent Gauvreau     | Oshawa Generals    | 17 | 10 | 14 | 24  | 15  |
| Glenn Crawford     | Belleville Bulls   | 21 | 13 | 11 | 24  | 22  |
| Branko Radivojevič | Belleville Bulls   | 21 | 7  | 17 | 24  | 18  |

### Beste Torhüter
Abkürzungen: GP = Spiele, TOI = Eiszeit (in Minuten), W = Siege, L = Niederlagen, OTL = Overtime/Shootout-Niederlagen, GA = Gegentore, SO = Shutouts, Sv% = gehaltene Schüsse (in %), GAA = Gegentorschnitt
| Spieler        | Team         | GP | TOI | W | L | OTL | GA | SO | Sv%  | GAA  |
| -------------- | ------------ | -- | --- | - | - | --- | -- | -- | ---- | ---- |
| Seamus Kotyk   | Sarnia Sting | 5  | 338 | 1 | 3 | 1   | 13 | 0  | 91,2 | 2,31 |
| J. F. Perras   | Erie Otters  | 5  | 245 | 1 | 2 | 1   | 11 | 0  | 93,7 | 2,69 |
| Levente Szuper | Ottawa 67’s  | 4  | 241 | 2 | 1 | 1   | 11 | 1  | 92,4 | 2,73 |

Die höchste Fangquote erreichte Greg Hewitt mit 93,9 %.
Es werden nur Torhüter erfasst, die mindestens 125 Spielminuten absolviert haben.

## Auszeichnungen

### All-Star-Teams
| First All-Star-Team |                                                |
| Angriff:            | Ryan Ready – Daniel Tkaczuk – Iwan Nowosselzew |
| Verteidigung:       | Brian Campbell – Bryan Allen                   |
| Tor:                | Brian Finley                                   |
| Trainer:            | Peter DeBoer                                   |

| Second All-Star-Team |                                              |
| Angriff:             | Denis Schwidki – Harold Druken – Norm Milley |
| Verteidigung:        | Martin Škoula – Kevin Mitchell               |
| Tor:                 | Tyrone Garner                                |
| Trainer:             | Lou Crawford                                 |

| Third All-Star-Team |                                           |
| Angriff:            | Jay Legault – Peter Sarno – Sheldon Keefe |
| Verteidigung:       | Nick Boynton – Nikos Tselios              |
| Tor:                | Seamus Kotyk                              |
| Trainer:            | Dave Siciliano                            |

### All-Rookie-Teams
| First All-Rookie-Team |                                               |
| Angriff:              | Denis Schwidki – Jason Spezza – Sheldon Keefe |
| Verteidigung:         | Jay Harrison – Luke Sellars                   |
| Tor:                  | Cory Campbell                                 |

| Second All-Rookie-Team |                                             |
| Angriff:               | Raffi Torres – Brad Boyes – Darryl Bootland |
| Verteidigung:          | Mark Popovic – Kelly Paddon                 |
| Tor:                   | Alex Auld                                   |

### Vergebene Trophäen
| Auszeichnung                 | Auszeichnung              | Team                |
| ---------------------------- | ------------------------- | ------------------- |
| J. Ross Robertson Cup        | J. Ross Robertson Cup     | Belleville Bulls    |
| Hamilton Spectator Trophy    | Hamilton Spectator Trophy | Plymouth Whalers    |
| Bobby Orr Trophy             | Bobby Orr Trophy          | Belleville Bulls    |
| Wayne Gretzky Trophy         | Wayne Gretzky Trophy      | London Knights      |
| Emms Trophy                  | Emms Trophy               | Barrie Colts        |
| Leyden Trophy                | Leyden Trophy             | Ottawa 67’s         |
| Holody Trophy                | Holody Trophy             | Guelph Storm        |
| Bumbacco Trophy              | Bumbacco Trophy           | Plymouth Whalers    |
| Auszeichnung                 | Spieler                   | Team                |
| Red Tilson Trophy            | Brian Campbell            | Ottawa 67’s         |
| Eddie Powers Memorial Trophy | Peter Sarno               | Sarnia Sting        |
| Matt Leyden Trophy           | Peter DeBoer              | Plymouth Whalers    |
| Jim Mahon Memorial Trophy    | Norm Milley               | Sudbury Wolves      |
| Max Kaminsky Trophy          | Brian Campbell            | Ottawa 67’s         |
| OHL Goaltender of the Year   | Brian Finley              | Barrie Colts        |
| Jack Ferguson Award          | Jason Spezza              | Mississauga IceDogs |
| Dave Pinkney Trophy          | Rob Zepp Robert Holsinger | Plymouth Whalers    |
| OHL Executive of the Year    | Jeff Hunt                 | Ottawa 67’s         |
| Emms Family Award            | Sheldon Keefe             | Barrie Colts        |
| F. W. „Dinty“ Moore Trophy   | Levente Szuper            | Ottawa 67’s         |
| OHL Humanitarian of the Year | Ryan McKie                | Sudbury Wolves      |
| William Hanley Trophy        | Brian Campbell            | Ottawa 67’s         |
| Leo Lalonde Memorial Trophy  | Ryan Ready                | Belleville Bulls    |
| Bobby Smith Trophy           | Rob Zepp                  | Plymouth Whalers    |
| Wayne Gretzky 99 Award       | Justin Papineau           | Belleville Bulls    |